# Sistema de referencia inercial
En mecánica newtoniana, un sistema de referencia inercial es un sistema de referencia en el que las leyes del movimiento cumplen las leyes de Newton y, por lo tanto, la variación del momento lineal del sistema es igual a las fuerzas reales sobre el sistema, es decir, un sistema en el que:

{\displaystyle {\frac {d\mathbf {p} }{dt}}=\mathbf {F} _{real}}.

En cambio, la descripción newtoniana de un sistema no inercial requiere la introducción de fuerzas ficticias o inerciales, de tal manera que:

{\displaystyle {\frac {d\mathbf {p} }{dt}}=\mathbf {F} _{real}+\mathbf {F} _{fict}}.

Esto lleva a una definición alternativa, un sistema inercial es aquel en que el movimiento de las partículas puede describirse empleando solo fuerzas reales sin necesidad de considerar fuerzas ficticias.
El concepto de sistema de referencia inercial también es aplicable a teorías más generales que la mecánica newtoniana. Así, en la teoría de la relatividad especial también se pueden introducir los sistemas inerciales. Aunque en relatividad especial la caracterización matemática no coincide con la que se da en mecánica newtoniana, debido a que la segunda ley de Newton, tal como la formuló, no se cumple en la Teoría de la relatividad. El concepto de sistema de referencia no fue establecido hasta dos siglos después de la formulación de las leyes de Newton (1687), cuando Ludwig Lange (1885) introdujo el concepto en un intento de eliminar la necesidad de un espacio y un tiempo absolutos del tipo que Newton conjeturaba. Estas ideas fueron, poco más tarde, consideradas en la formulación de la teoría de la relatividad especial.

## Sistemas de referencia inerciales y no inerciales
Las leyes de Newton constituyeron un éxito intelectual notable que podían explicar una amplia variedad de sistemas reales. En esos sistemas las fuerzas que ejercen las partículas entre sí satisfacen dichas leyes. Sin embargo, existen sistemas acelerados o en rotación donde las leyes de Newton aplicadas a las fuerzas ejercidas a las partículas no se cumplen estrictamente. Los sistemas de referencia inerciales son aquellos en los que se cumplen las leyes de Newton usando solo las fuerzas reales (no ficticias) que ejercen entre sí las partículas del sistema. 
Los sistemas de referencia no inerciales pueden tratarse siguiendo dos posibilidades lógicas:
1. Introduciendo las llamadas fuerzas ficticias o inerciales, que no son realizadas concretamente por ninguna partícula y tiene que ver con la rotación o aceleración del origen del sistema de referencia.
2. Generalizando las leyes de Newton a una forma que pueda ser aplicable a cualquier sistema de referencia. Esta segunda posibilidad es precisamente el camino que siguieron formulaciones más generales de la mecánica clásica como la mecánica lagrangiana y la mecánica hamiltoniana.

La existencia de esta segunda posibilidad lleva a buscar una caracterización más general de los sistemas de referencia inerciales, que sea lógicamente dependiente de las leyes de Newton. De hecho, en mecánica clásica y teoría de la relatividad especial, los sistemas inerciales pueden ser caracterizados de forma muy sencilla: un sistema inercial es aquel en el que los símbolos de Christoffel obtenidos a partir de la función lagrangiana se anulan.
En un sistema inercial no aparecen fuerzas ficticias para describir el movimiento de las partículas observadas, y toda variación de la trayectoria tiene que tener una fuerza real que la provoca.

### Características de los sistemas inerciales
- El punto de referencia es arbitrario, dado un sistema de referencia inercial, cualquier otro sistema desplazado respecto al primero a una distancia fija sigue siendo inercial.
- La orientación de los ejes es arbitraria, dado un sistema de referencia inercial, cualquier otro sistema de referencia con otra orientación distinta del primero, sigue siendo inercial.
- Desplazamiento a velocidad lineal constante, dado un sistema de referencia inercial, cualquier otro que se desplace con velocidad lineal y constante, sigue siendo inercial.

Por combinación de los tres casos anteriores, tenemos que cualquier sistema de referencia desplazado respecto a uno inercial, girado y que se mueva a velocidad lineal y constante, sigue siendo inercial.

### Sistemas de referencia no inerciales
- Dado un sistema de referencia inercial, cualquier otro que se mueva con aceleración lineal respecto al primero es no inercial.
- Dado un sistema de referencia inercial, cualquier otro cuyos ejes roten, con velocidad de rotación constante o variable, respecto a los del primero, es no inercial.

Un sistema en rotación o moviéndose con aceleración lineal respecto a un sistema inercial da lugar a un sistema de referencia no inercial, y en él no se cumplen las leyes de Newton. En un sistema no inercial, para justificar el movimiento, además de las fuerzas reales necesitamos, introducir fuerzas ficticias que dependen del tipo de no inercialidad del sistema.
Estas fuerzas no son ejercidas por ningún cuerpo y en consecuencia la tercera ley de Newton no se aplica en todas aquellas fuerzas ficticias introducidas por un observador no inercial. Algunas fuerzas ficticias o de inercia son la fuerza de Coriolis y la fuerza centrífuga.

## Sistemas inerciales en mecánica newtoniana
En mecánica newtoniana los sistemas inerciales son aquellos que verifican las leyes de Newton. En un sistema no inercial las leyes de Newton no se cumplen para las fuerzas reales, y las leyes de Newton no son aplicables a menos que se introduzcan las llamadas fuerzas ficticias. Por tanto, en el marco de la mecánica newtoniana la clase de los sistemas de referencia inerciales coincide con la clase de los sistemas en los que se satisfacen las leyes de Newton.
Para ver esto último necesitamos considerar un sistema físico aislado y un sistema de referencia donde se cumplan las leyes de Newton para cada una de las partículas, es decir en él se cumple que:

{\displaystyle m{\frac {d\mathbf {v} _{i}}{dt}}=\mathbf {F} _{i}(|\mathbf {r} _{1}-\mathbf {r} _{i}|,\dots ,|\mathbf {r} _{n}-\mathbf {r} _{i}|)},

siendo vi la velocidad de la partícula respecto al sistema de referencia escogido y Fi la suma de fuerzas reales (no ficticias) sobre la partícula. Para probar la equivalencia de cumplimiento de leyes de Newton e inercialidad de los sistemas de referencia tenemos que probar dos implicaciones diferentes:
1. {\displaystyle (\Rightarrow )} En primer lugar, necesitamos comprobar que si el segundo sistema de referencia se traslada respecto al primero con velocidad uniforme o es fijo respecto al primero pero está separado una distancia constante, entonces en él se cumplen las ecuaciones de Newton.
2. {\displaystyle (\Leftarrow )} En segundo lugar, necesitamos probar que si en el segundo sistema se cumplen también las leyes de Newton entonces este sistema o es fijo respecto al primero o se desplaza con velocidad uniforme respecto al primero.

Para la primera parte consideremos un sistema cuyas coordenadas respecto al primero vienen dadas por:

{\displaystyle x'=x+x_{0}+V_{x}t,\qquad y'=y+y_{0}+V_{y}t,\qquad z'=z+z_{0}+V_{z}t}

donde:
{\displaystyle \mathbf {r} _{0}=(x_{0},y_{0},z_{0})} es la separación inicial del origen de coordenadas de ambos sistemas.
{\displaystyle \mathbf {V} =(V_{x},V_{y},V_{z})} es la velocidad de traslación de ambos sistemas.
En este segundo sistema tendremos por tanto que las leyes de movimiento vienen dadas por:

{\displaystyle m{\frac {d{\mathbf {v} '}_{i}}{dt}}=m{\frac {d(\mathbf {v} _{i}+\mathbf {V} )}{dt}}=m{\frac {d{\mathbf {v} }_{i}}{dt}}=\mathbf {F} _{i}(|\mathbf {r} _{1}-\mathbf {r} _{i}|,\dots ,|\mathbf {r} _{n}-\mathbf {r} _{i}|)=\mathbf {F} _{i}(|\mathbf {r} '_{1}-\mathbf {r} '_{i}|,\dots ,|\mathbf {r} '_{n}-\mathbf {r} '_{i}|)}.

Por tanto, si un segundo sistema se traslada con velocidad uniforme o está fijo respecto a un primer sistema inercial, en él se cumplen también las leyes de Newton (obsérvese, sin embargo, que hemos hecho el supuesto implícito de que las fuerzas solo dependen de las distancias relativas; si este supuesto no se cumple entonces no necesariamente se cumplen las leyes de Newton para fuerzas dependientes de la velocidad).
La segunda parte es un poco más largo de probar ya que es necesario comprobar que si se cumplen simultáneamente las ecuaciones:

{\displaystyle m{\frac {d\mathbf {v} _{i}}{dt}}=\mathbf {F} _{i},\qquad m{\frac {d\mathbf {v} '_{i}}{dt}}=\mathbf {F} '_{i},}

Entonces existe una transformación de coordenadas, que relaciona las coordenadas del primer y segundo sistema y que esta transformación es una transformación de Galileo, es decir, que ese cambio de coordenadas representa que las coordenadas de uno de los sistemas referido al otro, puede representarse como una traslación uniforme (o en su defecto ambos sistemas permanecen fijos unos respecto al otro). Esto puede probarse al igual que antes para sistemas en el que las fuerzas dependen solamente de las distancias entre partículas.
Los siguientes test permiten reconocer si un sistema no es inercial:
1. En un sistema inercial se cumplen las leyes de Newton aplicadas a las fuerzas reales.
2. En un sistema de referencia no inercial no hay conservación del momento lineal.
3. El sistema en consideración se mueve con velocidad uniforme respecto a otro del que sabemos que es inercial.

## Sistemas inerciales en mecánica relativista
En teoría de la relatividad especial, se tiene un sistema S de coordenadas {\displaystyle (x,y,z,t)\,} y un sistema S'  de coordenadas {\displaystyle (x',y',z',t')\,}, de aquí las ecuaciones que describen la transformación de un sistema a otro son:

{\displaystyle t'=\gamma \left(t-{\frac {v}{c^{2}}}x\right),\quad x'=\gamma \left(x-{v}t\right),\quad y'=y,\quad z'=z\,}

donde:
{\displaystyle \gamma ={\frac {1}{\sqrt {1-{\cfrac {v^{2}}{c^{2}}}}}}}
es el llamado factor de Lorentz y {\displaystyle c\,} es la velocidad de la luz en el vacío. Puede verse que para velocidades muy inferiores a la de la luz, se cumple que:

{\displaystyle \gamma \approx 1,\qquad t'\approx t\;}

con lo que obtenemos la transformación de Galileo y por lo tanto un sistemas inerciales en mecánica newtoniana, visto en la sección anterior.
Puede probarse que el conjunto de sistemas inerciales forma un grupo decaparamétrico que incluye las traslaciones y las rotaciones. En todos los sistemas en que la métrica toma la forma anterior las ecuaciones fundamentales de la física se escriben de la misma forma, coincidiendo además su límite clásico con las expresiones de la mecánica newtoniana. En un sistema de referencia inercial relativista la ecuación del movimiento de una partícula puede expresarse como:

{\displaystyle m{\frac {d^{2}x^{i}}{d\tau ^{2}}}=\sum _{j}F_{real,j}^{i}}

Donde {\displaystyle \tau } es el tiempo propio y {\displaystyle (x^{0},x^{1},x^{2},x^{3})\ =\ (ct,x,y,z)} las coordenadas espacio-temporales y las fuerzas que aparecen en el miembro de la derecha son fuerzas reales y por tanto están causadas por la interacción con el campo creado por otras partículas.
En cambio en un sistema de referencia no inercial que use las coordenadas generalizadas no inerciales {\displaystyle ({\bar {x}}^{0},{\bar {x}}^{1},{\bar {x}}^{2},{\bar {x}}^{3})} la ecuación del movimiento expresada en términos de los símbolos de Christoffel viene dada por la ecuación más compleja:

{\displaystyle m{\frac {d^{2}{\bar {x}}^{i}}{d\tau ^{2}}}+m\Gamma _{jk}^{i}{\frac {d{\bar {x}}^{j}}{d\tau }}{\frac {d{\bar {x}}^{k}}{d\tau }}=\sum _{j}{\bar {F}}_{real,j}^{i}}

En donde se ha usado el convenio de sumación de Einstein sobre índices repetidos. A partir de la ecuación anterior tenemos que la resultante de las fuerzas ficticias en relatividad, que normalmente depende de las velocidades viene dadas por:

{\displaystyle {\bar {F}}_{fict}^{i}=-m\Gamma _{jk}^{i}{\frac {d{\bar {x}}^{j}}{d\tau }}{\frac {d{\bar {x}}^{k}}{d\tau }}}

En teoría general de la relatividad en principio no es posible encontrar sistemas de referencia inerciales en el sentido anterior, debido a que la curvatura del espacio-tiempo no es idénticamente nula. Sin embargo, siempre es posible anular en al menos un punto las fuerzas ficticias recurriendo a un sistema de coordenadas en el que los símbolos de Christoffel se anulen en el punto.